# Pippo Franco

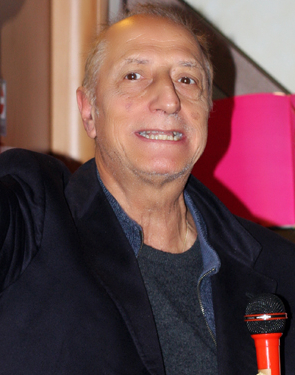
Pippo Franco, 2013

Pippo Franco (* 2. September 1940 als Franco Pippo in Rom) ist ein italienischer Musiker, Schauspieler und Autor.

## Leben
Franco spielte lange Jahre auf Kabarettbühnen, für das Fernsehen und in Theatern. Seine Filmkarriere begann 1960 in der musikalischen Romanze Appuntamento ad Ischia, indem er mit seiner Gruppe I pinguini die junge Sängerin Mina begleitete. Diesen Start seiner filmischen Laufbahn setzte Franco in den 1960er und 1970er Jahren in zahlreichen Rollen, meist komödiantischer Natur, fort. Als herausragend wird dabei sein kurzer, aber prägnanter Auftritt als Leichenbeschauer in Billy Wilders Avanti, Avanti! angesehen. 1981 führte er in La gatte da pelare Kinoregie nach eigenem Drehbuch und mit eigener Musik. Es blieb sein einziger Film als Regisseur.
Bereits seit 1968 hatte er Schallplatten eingespielt; so erschienen bis Mitte der 1980er Jahre etwa zehn LPs. Nachdem er mit der Arbeit an Kinofilmen (seit 1983) und im Fernsehen – neben Schauspielrollen sah man ihn auch in Lotto-Shows und Kochsendungen – deutlich kürzertrat, widmete Franco sich im neuen Jahrtausend dem Schreiben etlicher Bücher.
Im Jahr 2006 kandidierte er für die Democrazia Cristiana per le Autonomie erfolglos für den italienischen Senat.
2008 trat er beim Sanremo-Festival mit einem neuen Lied auf.

## Werke (Auswahl)

### Musik
| Jahr | Titel Album            | Höchstplatzierung, Gesamtwochen, AuszeichnungChartsChartplatzierungen (Jahr, Titel, Album, Platzierungen, Wochen, Auszeichnungen, Anmerkungen) | Anmerkungen                                                    |
| Jahr | Titel Album            | IT | Anmerkungen                                                    |
| ---- | ---------------------- | --- | -------------------------------------------------------------- |
| 1977 | Isotta                 | IT3 (17 Wo.)IT | B-Seite: Ninna nanna nonna                                     |
| 1979 | Mi scappa la pipì papà | IT3 (18 Wo.)IT | B-Seite: Dai, compra                                           |
| 1980 | La puntura             | IT6 (14 Wo.)IT | B-Seite: Sono Pippo col naso                                   |
| 1982 | Che fico!              | IT9 (11 Wo.)IT | B-Seite: Ma guarda un po’ Titelsong des Sanremo-Festivals 1982 |
| 1983 | Chi chi chi co co co   | IT3 (20 Wo.)IT | B-Seite: Caaasa                                                |
| 1984 | Pinocchio chiò         | IT13 (9 Wo.)IT | B-Seite: La pantofola                                          |

### Filme
Als Schauspieler
- 1960: Appuntamento ad Ischia
- 1967: Il Nero – Haß war sein Gebet (L'odio è il mio Dio) (auch Musik)
- 1972: Avanti, Avanti! (Avanti!)
- 1973: Hilfe, ich bin Spitz…e! (Rugantino)
- 1979: Tutti a squola
- 1981: La gatta da pelare (auch Regie, Drehbuch, Musik)

### Bücher
- 1981: Il matto in casa, Editoriale Due I.
- 2001: Pensieri per vivere. Itinerario di evoluzione interiore, Edizioni Mediterranee. ISBN 88-272-1418-6
- 2003: Non prenda niente tre volte al giorno. Il lato comico dell'esperienza umana (mit Antonio Di Stefano), Mondadori. ISBN 88-04-51275-X
- 2006: Qui chiavi subito. Insegne, annunci, cognomi e strafalcioni tutti da ridere (mit Antonio Di Stefano), Mondadori. ISBN 88-04-53597-0
- 2007: L'occasione fa l'uomo ragno. Strafalcioni, cartelli, scritte sui muri e altri capolavori di umorismo involontario (mit Antonio Di Stefano), Mondadori. ISBN 88-04-56832-1